# Primera B Metropolitana 2023
Il Campionato di Primera B 2023 (chiamata anche con il nome ufficiale di Campeonato de Primera División B 2023) è stata la 92ª edizione del campionato di terza divisione argentino riservato alle squadre direttamente affiliate alla AFA.
Al torneo, che ha preso inizio l'11 febbraio 2023 e che si è concluso il 12 dicembre 2023, ha visto la partecipazione di 17 squadre, tra cui le due neopromosse Argentino de Merlo (che ha vinto il campionato di Primera C 2021 e che ha debuttato in questa categoria) e il Sacachispas (retrocesso dalla Primera B Nacional nella stagione precedente).
Ad aggiudicarsi il torneo è stato il Talleres de Remedios de Escalada, che ha battuto in finale il San Miguel e che in tal modo ha ottenuto anche la promozione in Primera B Nacional. Oltre al Talleres, anche il San Miguel è riuscito ad ottenere la promozione in Primera B Nacional, dopo aver vinto il Torneo reducido e il seguente spareggio promozione con il Douglas Haig (squadra quest'ultima sconfitta nella finale del Torneo Federal A 2023.
A retrocedere in Primera C è stato l'Ituzaingó, arrivato in ultima posizione nella Tabla general.

## Formato

### Il torneo
Il torneo si è strutturato in due campionati separati, chiamati Apertura e Clausura, in ognuno dei quali tutte le squadre hanno affrontano le rispettive avversarie in un girone di sola andata. Il regolamento prevedeva che se la stessa squadra avesse ottenuto la prima posizione in classifica in entrambi i tornei, questa avrebbe ottenuto il titolo di campione del torneo e la promozione in Primera B Nacional. Nel caso contrario, ovvero se fossero state due squadre differenti ad ottenere la prima piazza nelle rispettive classifiche dei tornei Apertura e Clausura, si sarebbe disputata una finale (con partite di andata e ritorno) tra le due squadre vincitrici del Torneo Apertura e Clausura, la vincente della quale sarebbe stata proclamata campione e avrebbe avuto il diritto alla promozione in Primera B Nacional.
A seguito dei due tornei si è disputato anche un Torneo reducido a cui hanno partecipato le migliori 6 squadre classificate nella Tabla general insieme alla squadra uscita sconfitta dalla finale del campionato. La squadra vincitrice del Torneo reducido ha disputato quindi uno spareggio promozione con la rispettiva vincitrice del Torneo reducido disputato nell'ambito del campionato Federal A.
A retrocedere in Primera C è stata la squadra peggio classificata nella Tabla general.

### Coppa Argentina 2024
A qualificarsi per la prossima Copa Argentina 2024 è stata la squadra vincitrice del campionato e le migliori 4 squadre classificatesi nella Tabla general.

## Squadre partecipanti
| Club                 | Città                | Stadio                    |
| -------------------- | -------------------- | ------------------------- |
| Acassuso             | Boulogne Sur Mer     | La Quema                  |
| Argentino de Merlo   | Merlo                | Merlo                     |
| Argentino de Quilmes | Quilmes              | Argentino de Quilmes      |
| Cañuelas             | Cañuelas             | Jorge Alfredo Arín        |
| Colegiales           | Munro                | Colegiales                |
| Comunicaciones       | Buenos Aires         | Alfredo Ramos             |
| Deportivo Armenio    | Ingeniero Maschwitz  | Armenia                   |
| Deportivo Merlo      | Parque San Martín    | José Manuel Moreno        |
| Dock Sud             | Dock Sud             | De los Inmigrantes        |
| Fénix                | Buenos Aires         | José Manuel Moreno        |
| Ituzaingó            | Ituzaingó            | Carlos Alberto Sacaan     |
| Los Andes            | Lomas de Zamora      | El Gallardón              |
| Sacachispas          | Buenos Aires         | Beto Larrosa              |
| San Miguel           | Los Polvorines       | Malvinas Argentinas       |
| Talleres             | Remedios de Escalada | Pablo Comelli             |
| UAI Urquiza          | Villa Lynch          | Monumental de Villa Lynch |
| Villa San Carlos     | Berisso              | Genacio Sálice            |

## TorneoApertura

### Classifica
| Pos. | Squadra          | Pt | G  | V | N | P | GF | GS | DR  |
| ---- | ---------------- | -- | -- | - | - | - | -- | -- | --- |
| 1.   | San Miguel       | 30 | 16 | 8 | 6 | 2 | 20 | 10 | +10 |
| 2.   | Dock Sud         | 28 | 16 | 8 | 4 | 4 | 25 | 19 | +6  |
| 3.   | Comunicaciones   | 27 | 16 | 7 | 6 | 3 | 19 | 17 | +2  |
| 4.   | Argentino (M)    | 24 | 16 | 7 | 3 | 6 | 19 | 10 | +9  |
| 5.   | Los Andes        | 24 | 16 | 6 | 6 | 4 | 19 | 10 | +9  |
| 6.   | Acassuso         | 24 | 16 | 5 | 9 | 2 | 14 | 11 | +3  |
| 7.   | Sacachispas      | 23 | 16 | 6 | 5 | 5 | 14 | 13 | +1  |
| 8.   | Villa San Carlos | 22 | 16 | 5 | 7 | 4 | 21 | 17 | +4  |
| 9.   | Dep. Armenio     | 21 | 16 | 4 | 9 | 3 | 18 | 16 | +2  |
| 10.  | Talleres (RdE)   | 21 | 16 | 5 | 6 | 5 | 13 | 13 | 0   |
| 11.  | Fénix            | 21 | 16 | 6 | 3 | 7 | 14 | 16 | -2  |
| 12.  | Argentino (Q)    | 19 | 16 | 5 | 4 | 7 | 12 | 18 | -6  |
| 13.  | UAI Urquiza      | 17 | 16 | 4 | 5 | 7 | 16 | 18 | -2  |
| 14.  | Ituzaingó        | 17 | 16 | 4 | 5 | 7 | 11 | 15 | -4  |
| 15.  | Cañuelas         | 16 | 16 | 3 | 7 | 6 | 12 | 20 | -8  |
| 16.  | Colegiales       | 15 | 16 | 4 | 3 | 9 | 13 | 21 | -8  |
| 17.  | Dep. Merlo       | 13 | 16 | 3 | 4 | 9 | 12 | 28 | -16 |

Legenda
      Squadra campione o classificata alle semifinali del Torneo Reducido nel caso o meno vinca anche il Torneo Clausura.

Note
Fonte: AFA
3 punti per la vittoria, 1 punto per il pareggio.
A parità di punti valgono i seguenti criteri:
1a) Spareggio (solo per determinare la vincente del campionato o la squadra retrocessa);
1b) differenza reti; 2
2) gol fatti;
3) punti negli scontri diretti;
4) differenza reti negli scontri diretti;
5) gol fatti negli scontri diretti.

### Risultati
| Dock Sud               | 4 - 1                  | Dep. Armenio           | 10.2.2023              | San Miguel          | 1 - 0               | Fénix               | 18.2.2023           | Comunicaciones    | 1 - 1             | Merlo             | 25.2.2023         |
| Cañuelas               | 1 - 0                  | Ituzaingó              | 11.2.2023              | Villa San Carlos    | 1 - 1               | Argentino (M)       | 18.2.2023           | Cañuelas          | 0 - 3             | Dep. Armenio      | 25.2.2023         |
| UAI Urquiza            | 2 - 0                  | Merlo                  | 11.2.2023              | Dep. Armenio        | 2 - 2               | UAI Urquiza         | 18.2.2023           | Dock Sud          | 1 - 0             | Argentino (Q)     | 25.2.2023         |
| Acassuso               | 1 - 1                  | Argentino (Q)          | 11.2.2023              | Merlo               | 4 - 1               | Cañuelas            | 18.2.2023           | Acassuso          | 0 - 0             | Villa San Carlos  | 25.2.2023         |
| Argentino (M)          | 3 - 0                  | Colegiales             | 11.2.2023              | Ituzaingó           | 1 - 2               | Comunicaciones      | 18.2.2023           | Talleres (RdE)    | 0 - 1             | Colegiales        | 25.2.2023         |
| Sacachispas            | 0 - 3                  | San Miguel             | 11.2.2023              | Colegiales          | 1 - 2               | Acassuso            | 19.2.2023           | Fénix             | 0 - 2             | Sacachispas       | 26.2.2023         |
| Fénix                  | 1 - 2                  | Villa San Carlos       | 13.2.2023              | Argentino (Q)       | 0 - 1               | Talleres (RdE)      | 20.2.2023           | UAI Urquiza       | 0 - 1             | Los Andes         | 28.2.2023         |
| Talleres (RdE)         | 0 - 0                  | Los Andes              | 14.2.2023              | Los Andes           | 3 - 1               | Dock Sud            | 21.2.2023           | Argentino (M)     | 0 - 1             | San Miguel        | 28.2.2023         |
| RIposa: Comunicaciones | RIposa: Comunicaciones | RIposa: Comunicaciones | RIposa: Comunicaciones | Riposa: Sacachispas | Riposa: Sacachispas | Riposa: Sacachispas | Riposa: Sacachispas | Riposa: Ituzaingó | Riposa: Ituzaingó | Riposa: Ituzaingó | Riposa: Ituzaingó |

| Sacachispas      | 0 - 1         | Argentino (M)  | 4.3.2023      | Dock Sud       | 3 - 3         | Villa San Carlos | 10.3.2023     | Fénix                 | 1 - 2                 | Acassuso              | 18.3.2023             |
| San Miguel       | 1 - 1         | Acassuso       | 4.3.2023      | Ituzaingó      | 0 - 0         | Dep. Armenio     | 10.3.2023     | Sacachispas           | 1 - 0                 | Talleres (RdE)        | 18.3.2023             |
| Argentino (Q)    | 2 - 3         | UAI Urquiza    | 4.3.2023      | Comunicaciones | 1 - 0         | Los Andes        | 11.3.2023     | Villa San Carlos      | 0 - 0                 | UAI Urquiza           | 18.3.2023             |
| Dep. Armenio     | 2 - 3         | Comunicaciones | 4.3.2023      | Cañuelas       | 1 - 2         | Argentino (Q)    | 11.3.2023     | Colegiales            | 3 - 0                 | Cañuelas              | 19.3.2023             |
| Los Andes        | 0 - 0         | Cañuelas       | 4.3.2023      | UAI Urquiza    | 1 - 2         | Colegiales       | 11.3.2023     | Argentino (Q)         | 2 - 1                 | Comunicaciones        | 19.3.2023             |
| Villa San Carlos | 0 - 1         | Talleres (RdE) | 5.3.2023      | Acassuso       | 0 - 0         | Sacachispas      | 11.3.2023     | Dep. Armenio          | 2 - 2                 | Merlo                 | 19.3.2023             |
| Colegiales       | 0 - 1         | Dock Sud       | 5.3.2023      | Argentino (M)  | 2 - 0         | Fénix            | 11.3.2023     | San Miguel            | 1 - 2                 | Dock Sud              | 19.3.2023             |
| Merlo            | 0 - 0         | Ituzaingó      | 5.3.2023      | Talleres (RdE) | 1 - 1         | San Miguel       | 14.3.2023     | Los Andes             | 3 - 0                 | Ituzaingó             | 21.3.2023             |
| Riposa: Fénix    | Riposa: Fénix | Riposa: Fénix  | Riposa: Fénix | Riposa: Merlo  | Riposa: Merlo | Riposa: Merlo    | Riposa: Merlo | Riposa: Argentino (M) | Riposa: Argentino (M) | Riposa: Argentino (M) | Riposa: Argentino (M) |

| Comunicaciones       | 2 - 0                | Colegiales           | 25.3.2023            | Argentino (Q)    | 0 - 0            | Merlo            | 1.4.2023         | Ituzaingó         | 1 - 0             | Villa San Carlos  | 7.4.2023          |
| Cañuelas             | 1 - 1                | Villa San Carlos     | 25.3.2023            | Los Andes        | 2 - 0            | Dep. Armenio     | 1.4.2023         | Dep. Armenio      | 4 - 1             | Argentino (Q)     | 8.4.2023          |
| UAI Urquiza          | 1 - 1                | San Miguel           | 25.3.2023            | San Miguel       | 0 - 0            | Cañuelas         | 1.4.2023         | Merlo             | 3 - 1             | Colegiales        | 8.4.2023          |
| Dock Sud             | 1 - 1                | Sacachispas          | 25.3.2023            | Colegiales       | 0 - 0            | Ituzaingó        | 1.4.2023         | Comunicaciones    | 0 - 0             | San Miguel        | 8.4.2023          |
| Talleres (RdE)       | 1 - 2                | Fénix                | 25.3.2023            | Villa San Carlos | 5 - 1            | Comunicaciones   | 2.4.2023         | Cañuelas          | 1 - 1             | Sacachispas       | 8.4.2023          |
| Merlo                | 0 - 2                | Los Andes            | 26.3.2023            | Fénix            | 1 - 0            | Dock Sud         | 3.4.2023         | UAI Urquiza       | 1 - 2             | Fénix             | 8.4.2023          |
| Acassuso             | 0 - 2                | Argentino (M)        | 27.3.2023            | Sacachispas      | 1 - 0            | UAI Urquiza      | 3.4.2023         | Dock Sud          | 1 - 3             | Argentino (M)     | 8.4.2023          |
| Ituzaingó            | 2 - 0                | Argentino (Q)        | 27.3.2023            | Argentino (M)    | 0 - 1            | Talleres (RdE)   | 4.4.2023         | Talleres (RdE)    | 1 - 1             | Acassuso          | 8.4.2023          |
| Riposa: Dep. Armenio | Riposa: Dep. Armenio | Riposa: Dep. Armenio | Riposa: Dep. Armenio | Riposa: Acassuso | Riposa: Acassuso | Riposa: Acassuso | Riposa: Acassuso | Riposa: Los Andes | Riposa: Los Andes | Riposa: Los Andes | Riposa: Los Andes |

| Acassuso               | 1 - 1                  | Dock Sud               | 15.4.2023              | Los Andes             | 1 - 1                 | Colegiales            | 22.4.2023             | Sacachispas      | 2 - 0            | Merlo            | 28.4.2023        |
| Argentino (M)          | 0 - 1                  | UAI Urquiza            | 15.4.2023              | Dep. Armenio          | 0 - 0                 | Villa San Carlos      | 22.4.2023             | Argentino (M)    | 1 - 2            | Comunicaciones   | 29.4.2023        |
| Sacachispas            | 1 - 2                  | Comunicaciones         | 15.4.2023              | Merlo                 | 0 - 3                 | San Miguel            | 22.4.2023             | San Miguel       | 0 - 0            | Dep. Armenio     | 29.4.2023        |
| San Miguel             | 3 - 2                  | Ituzaingó              | 15.4.2023              | Comunicaciones        | 1 - 0                 | Fénix                 | 22.4.2023             | Acassuso         | 0 - 0            | Cañuelas         | 29.4.2023        |
| Colegiales             | 1 - 1                  | Dep. Armenio           | 15.4.2023              | Cañuelas              | 2 - 1                 | Argentino (M)         | 22.4.2023             | Villa San Carlos | 3 - 2            | Los Andes        | 30.4.2023        |
| Villa San Carlos       | 1 - 0                  | Merlo                  | 16.4.2023              | Ituzaingó             | 0 - 1                 | Sacachispas           | 22.4.2023             | Talleres (RdE)   | 1 - 0            | UAI Urquiza      | 30.4.2023        |
| Argentino (Q)          | 1 - 0                  | Los Andes              | 17.4.2023              | UAI Urquiza           | 0 - 1                 | Acassuso              | 23.4.2023             | Fénix            | 0 - 1            | Ituzaingó        | 2.5.2023         |
| Fénix                  | 1 - 1                  | Cañuelas               | 17.4.2023              | Dock Sud              | 2 - 1                 | Talleres (RdE)        | 25.4.2023             | Colegiales       | 0 - 1            | Argentino (Q)    | 2.5.2023         |
| Riposa: Talleres (RdE) | Riposa: Talleres (RdE) | Riposa: Talleres (RdE) | Riposa: Talleres (RdE) | Riposa: Argentino (Q) | Riposa: Argentino (Q) | Riposa: Argentino (Q) | Riposa: Argentino (Q) | Riposa: Dock Sud | Riposa: Dock Sud | Riposa: Dock Sud | Riposa: Dock Sud |

| Dep. Armenio       | 1 - 1              | Sacachispas        | 6.5.2023           | Sacachispas         | 0 - 0               | Los Andes           | 13.5.2023           | Comunicaciones           | 0 - 1                    | Dock Sud                 | 20.5.2023                |
| Merlo              | 0 - 2              | Fénix              | 6.5.2023           | Argentino (M)       | 4 - 0               | Merlo               | 13.5.2023           | Argentino (Q)            | 1 - 0                    | Sacachispas              | 20.5.2023                |
| Comunicaciones     | 1 - 1              | Acassuso           | 6.5.2023           | San Miguel          | 2 - 0               | Argentino (Q)       | 13.5.2023           | Dep. Armenio             | 1 - 0                    | Argentino (M)            | 20.5.2023                |
| Cañuelas           | 2 - 3              | Talleres (RdE)     | 6.5.2023           | Villa San Carlos    | 1 - 2               | Colegiales          | 13.5.2023           | Merlo                    | 0 - 2                    | Acassuso                 | 20.5.2023                |
| UAI Urquiza        | 1 - 1              | Dock Sud           | 6.5.2023           | Acassuso            | 1 - 0               | Ituzaingó           | 13.5.2023           | Los Andes                | 1 - 1                    | Fénix                    | 21.5.2023                |
| Los Andes          | 3 - 0              | San Miguel         | 6.5.2023           | Talleres (RdE)      | 1 - 1               | Comunicaciones      | 14.5.2023           | Colegiales               | 0 - 2                    | San Miguel               | 21.5.2023                |
| Argentino (Q)      | 1 - 1              | Villa San Carlos   | 7.5.2023           | Dock Sud            | 1 - 0               | Cañuelas            | 14.5.2023           | Ituzaingó                | 1 - 1                    | Talleres (RdE)           | 21.5.2023                |
| Ituzaingó          | 0 - 0              | Argentino (M)      | 8.5.2023           | Fénix               | 0 - 0               | Dep. Armenio        | 15.5.2023           | Cañuelas                 | 2 - 0                    | UAI Urquiza              | 21.5.2023                |
| Riposa: Colegiales | Riposa: Colegiales | Riposa: Colegiales | Riposa: Colegiales | Riposa: UAI Urquiza | Riposa: UAI Urquiza | Riposa: UAI Urquiza | Riposa: UAI Urquiza | Riposa: Villa San Carlos | Riposa: Villa San Carlos | Riposa: Villa San Carlos | Riposa: Villa San Carlos |

| 16ª giornata     | 16ª giornata     | 16ª giornata     | 16ª giornata     |                    | 17ª giornata       | 17ª giornata       | 17ª giornata       | 17ª giornata |
| Squadra          | R                | Squadra          | Data             | Squadra            | R                  | Squadra            | Data               |              |
| ---------------- | ---------------- | ---------------- | ---------------- | ------------------ | ------------------ | ------------------ | ------------------ | ------------ |
| Dock Sud         | 0 - 2            | Ituzaingó        | 28.5.2023        | Villa San Carlos   | 3 - 2              | Sacachispas        | 3.6.2023           |              |
| Talleres (RdE)   | 0 - 1            | Merlo            | 28.5.2023        | Colegiales         | 1 - 2              | Fénix              | 3.6.2023           |              |
| San Miguel       | 1 - 0            | Villa San Carlos | 28.5.2023        | Ituzaingó          | 1 - 3              | UAI Urquiza        | 3.6.2023           |              |
| Argentino (M)    | 1 - 0            | Los Andes        | 28.5.2023        | Dep. Armenio       | 0 - 0              | Talleres (RdE)     | 4.6.2023           |              |
| UAI Urquiza      | 1 - 1            | Comunicaciones   | 29.5.2023        | Argentino (Q)      | 0 - 0              | Argentino (M)      | 4.6.2023           |              |
| Acassuso         | 0 - 1            | Dep. Armenio     | 29.5.2023        | Los Andes          | 1 - 1              | Acassuso           | 4.6.2023           |              |
| Fénix            | 1 - 0            | Argentino (Q)    | 30.5.2023        | Merlo              | 1 - 5              | Dock Sud           | 4.6.2023           |              |
| Sacachispas      | 1 - 0            | Colegiales       | 30.5.2023        | Comunicaciones     | 0 - 0              | Cañuelas           | 4.6.2023           |              |
| Riposa: Cañuelas | Riposa: Cañuelas | Riposa: Cañuelas | Riposa: Cañuelas | Riposa: San Miguel | Riposa: San Miguel | Riposa: San Miguel | Riposa: San Miguel |              |

## TorneoClausura

### Classifica
| Pos. | Squadra          | Pt | G  | V  | N | P | GF | GS | DR  |
| ---- | ---------------- | -- | -- | -- | - | - | -- | -- | --- |
| 1.   | Talleres (RdE)   | 37 | 16 | 11 | 4 | 1 | 18 | 4  | +14 |
| 2.   | San Miguel       | 30 | 16 | 9  | 3 | 4 | 24 | 14 | +10 |
| 3.   | Argentino (Q)    | 30 | 16 | 9  | 3 | 4 | 23 | 15 | +8  |
| 4.   | Dep. Armenio     | 25 | 16 | 7  | 4 | 5 | 17 | 10 | +7  |
| 5.   | Los Andes        | 24 | 16 | 6  | 6 | 4 | 18 | 13 | +5  |
| 6.   | Colegiales       | 23 | 16 | 5  | 8 | 3 | 17 | 16 | +1  |
| 7.   | Dep. Merlo       | 22 | 16 | 5  | 7 | 4 | 16 | 19 | -3  |
| 8.   | Comunicaciones   | 21 | 16 | 5  | 6 | 5 | 15 | 14 | +1  |
| 9.   | Acassuso         | 20 | 16 | 4  | 8 | 4 | 12 | 13 | -1  |
| 10.  | Argentino (M)    | 20 | 16 | 4  | 8 | 4 | 11 | 14 | -3  |
| 11.  | UAI Urquiza      | 19 | 16 | 5  | 4 | 7 | 16 | 18 | -2  |
| 12.  | Fénix            | 18 | 16 | 5  | 3 | 8 | 13 | 14 | -1  |
| 13.  | Cañuelas         | 16 | 16 | 3  | 7 | 6 | 12 | 15 | -3  |
| 14.  | Villa San Carlos | 15 | 16 | 3  | 6 | 7 | 17 | 25 | -8  |
| 15.  | Dock Sud         | 14 | 16 | 2  | 8 | 6 | 13 | 17 | -4  |
| 16.  | Sacachispas      | 13 | 16 | 2  | 7 | 7 | 8  | 15 | -7  |
| 17.  | Ituzaingó        | 12 | 16 | 2  | 6 | 8 | 5  | 19 | -14 |

Legenda
      Squadra campione del Torneo Clausura.

Note
Fonte: AFA
3 punti per la vittoria, 1 punto per il pareggio.
A parità di punti valgono i seguenti criteri:
1a) Spareggio (solo per determinare la vincente del campionato o la squadra retrocessa);
1b) differenza reti; 2
2) gol fatti;
3) punti negli scontri diretti;
4) differenza reti negli scontri diretti;
5) gol fatti negli scontri diretti.

### Risultati
| Colegiales             | 2 - 2                  | Argentino (M)          | 9.6.2023               | Argentino (M)       | 0 - 1               | Villa San Carlos    | 15.6.2023           | Merlo             | 1 - 1             | Comunicaciones    | 24.6.2023         |
| Dep. Armenio           | 0 - 0                  | Dock Sud               | 10.6.2023              | Comunicaciones      | 3 - 0               | Ituzaingó           | 17.6.2023           | Dep. Armenio      | 0 - 1             | Cañuelas          | 24.6.2023         |
| Argentino (Q)          | 2 - 1                  | Acassuso               | 10.6.2023              | Acassuso            | 0 - 0               | Colegiales          | 17.6.2023           | Villa San Carlos  | 1 - 0             | Acassuso          | 24.6.2023         |
| Villa San Carlos       | 0 - 2                  | Fénix                  | 10.6.2023              | UAI Urquiza         | 1 - 0               | Dep. Armenio        | 17.6.2023           | San Miguel        | 3 - 0             | Argentino (M)     | 24.6.2023         |
| San Miguel             | 0 - 0                  | Sacachispas            | 10.6.2023              | Cañuelas            | 0 - 0               | Merlo               | 17.6.2023           | Sacachispas       | 0 - 0             | Fénix             | 24.6.2023         |
| Ituzaingó              | 0 - 0                  | Cañuelas               | 10.6.2023              | Dock Sud            | 0 - 0               | Los Andes           | 18.6.2023           | Los Andes         | 0 - 1             | UAI Urquiza       | 25.6.2023         |
| Merlo                  | 1 - 0                  | UAI Urquiza            | 12.6.2023              | Fénix               | 2 - 1               | San Miguel          | 19.6.2023           | Argentino (Q)     | 1 - 1             | Dock Sud          | 25.6.2023         |
| Los Andes              | 0 - 1                  | Talleres (RdE)         | 13.6.2023              | Talleres (RdE)      | 2 - 1               | Argentino (Q)       | 19.6.2023           | Colegiales        | 0 - 1             | Talleres (RdE)    | 25.6.2023         |
| Riposa: Comunicaciones | Riposa: Comunicaciones | Riposa: Comunicaciones | Riposa: Comunicaciones | Riposa: Sacachispas | Riposa: Sacachispas | Riposa: Sacachispas | Riposa: Sacachispas | Riposa: Ituzaingó | Riposa: Ituzaingó | Riposa: Ituzaingó | Riposa: Ituzaingó |

| Comunicaciones | 0 - 3         | Dep. Armenio     | 30.6.2023     | San Miguel       | 2 - 1         | Talleres (RdE) | 8.7.2023      | Acassuso              | 1 - 0                 | Fénix                 | 15.7.2023             |
| Acassuso       | 2 - 1         | San Miguel       | 1.7.2023      | Dep. Armenio     | 1 - 0         | Ituzaingó      | 8.7.2023      | Ituzaingó             | 0 - 0                 | Los Andes             | 15.7.2023             |
| Talleres (RdE) | 1 - 0         | Villa San Carlos | 1.7.2023      | Argentino (Q)    | 2 - 1         | Cañuelas       | 8.7.2023      | Merlo                 | 0 - 3                 | Dep. Armenio          | 15.7.2023             |
| Dock Sud       | 0 - 1         | Colegiales       | 1.7.2023      | Sacachispas      | 0 - 0         | Acassuso       | 8.7.2023      | Dock Sud              | 1 - 3                 | San Miguel            | 16.7.2023             |
| UAI Urquiza    | 1 - 2         | Argentino (Q)    | 1.7.2023      | Villa San Carlos | 3 - 2         | Dock Sud       | 9.7.2023      | UAI Urquiza           | 0 - 0                 | Villa San Carlos      | 16.7.2023             |
| Cañuelas       | 1 - 1         | Los Andes        | 1.7.2023      | Los Andes        | 1 - 0         | Comunicaciones | 10.7.2023     | Cañuelas              | 1 - 2                 | Colegiales            | 16.7.2023             |
| Ituzaingó      | 0 - 1         | Merlo            | 1.7.2023      | Fénix            | 1 - 2         | Argentino (M)  | 10.7.2023     | Comunicaciones        | 1 - 1                 | Argentino (Q)         | 18.7.2023             |
| Argentino (M)  | 0 - 0         | Sacachispas      | 4.7.2023      | Colegiales       | 1 - 1         | UAI Urquiza    | 11.7.2023     | Talleres (RdE)        | 0 - 0                 | Sacachispas           | 18.7.2023             |
| Riposa: Fénix  | Riposa: Fénix | Riposa: Fénix    | Riposa: Fénix | Riposa: Merlo    | Riposa: Merlo | Riposa: Merlo  | Riposa: Merlo | Riposa: Argentino (M) | Riposa: Argentino (M) | Riposa: Argentino (M) | Riposa: Argentino (M) |

| San Miguel           | 0 - 1                | UAI Urquiza          | 22.7.2023            | Dep. Armenio     | 1 - 3            | Los Andes        | 29.7.2023        | Acassuso          | 0 - 2             | Talleres (RdE)    | 5.8.2023          |
| Argentino (M)        | 0 - 0                | Acassuso             | 22.7.2023            | UAI Urquiza      | 3 - 1            | Sacachispas      | 29.7.2023        | Argentino (Q)     | 1 - 1             | Dep. Armenio      | 5.8.2023          |
| Los Andes            | 2 - 2                | Merlo                | 22.7.2023            | Cañuelas         | 0 - 1            | San Miguel       | 29.7.2023        | Villa San Carlos  | 1 - 1             | Ituzaingó         | 5.8.2023          |
| Colegiales           | 2 - 1                | Comunicaciones       | 23.7.2023            | Comunicaciones   | 5 - 2            | Villa San Carlos | 29.7.2023        | San Miguel        | 0 - 0             | Comunicaciones    | 5.8.2023          |
| Villa San Carlos     | 1 - 1                | Cañuelas             | 23.7.2023            | Ituzaingó        | 0 - 0            | Colegiales       | 30.7.2023        | Colegiales        | 0 - 2             | Merlo             | 5.8.2023          |
| Sacachispas          | 0 - 1                | Dock Sud             | 23.7.2023            | Merlo            | 1 - 2            | Argentino (Q)    | 30.7.2023        | Argentino (M)     | 0 - 0             | Dock Sud          | 5.8.2023          |
| Fénix                | 0 - 1                | Talleres (RdE)       | 24.7.2023            | Dock Sud         | 0 - 0            | Fénix            | 31.7.2023        | Sacachispas       | 0 - 0             | Cañuelas          | 6.8.2023          |
| Argentino (Q)        | 1 - 0                | Ituzaingó            | 25.7.2023            | Talleres (RdE)   | 0 - 0            | Argentino (M)    | 31.7.2023        | Fénix             | 2 - 1             | UAI Urquiza       | 6.8.2023          |
| Riposa: Dep. Armenio | Riposa: Dep. Armenio | Riposa: Dep. Armenio | Riposa: Dep. Armenio | Riposa: Acassuso | Riposa: Acassuso | Riposa: Acassuso | Riposa: Acassuso | Riposa: Los Andes | Riposa: Los Andes | Riposa: Los Andes | Riposa: Los Andes |

| UAI Urquiza            | 2 - 3                  | Argentino (M)          | 19.8.2023              | San Miguel            | 4 - 1                 | Merlo                 | 26.8.2023             | Cañuelas         | 1 - 1            | Acassuso         | 1.9.2023         |
| Cañuelas               | 1 - 0                  | Fénix                  | 19.8.2023              | Argentino (M)         | 1 - 2                 | Cañuelas              | 26.8.2023             | Argentino (Q)    | 2 - 1            | Colegiales       | 2.9.2023         |
| Merlo                  | 2 - 2                  | Villa San Carlos       | 19.8.2023              | Acassuso              | 2 - 1                 | UAI Urquiza           | 26.8.2023             | Merlo            | 1 - 0            | Sacachispas      | 2.9.2023         |
| Dep. Armenio           | 1 - 2                  | Colegiales             | 19.8.2023              | Talleres (RdE)        | 2 - 1                 | Dock Sud              | 26.8.2023             | Comunicaciones   | 0 - 1            | Argentino (M)    | 2.9.2023         |
| Ituzaingó              | 0 - 2                  | San Miguel             | 19.8.2023              | Villa San Carlos      | 1 - 2                 | Dep. Armenio          | 27.8.2023             | Ituzaingó        | 1 - 0            | Fénix            | 2.9.2023         |
| Comunicaciones         | 1 - 0                  | Sacachispas            | 20.8.2023              | Sacachispas           | 3 - 0                 | Ituzaingó             | 28.8.2023             | Dep. Armenio     | 2 - 0            | San Miguel       | 3.9.2023         |
| Dock Sud               | 1 - 1                  | Acassuso               | 21.8.2023              | Fénix                 | 0 - 1                 | Comunicaciones        | 28.8.2023             | UAI Urquiza      | 0 - 1            | Talleres (RdE)   | 3.9.2023         |
| Los Andes              | 1 - 0                  | Argentino (Q)          | 21.8.2023              | Colegiales            | 1 - 0                 | Los Andes             | 29.8.2023             | Los Andes        | 1 - 1            | Villa San Carlos | 3.9.2023         |
| Riposa: Talleres (RdE) | Riposa: Talleres (RdE) | Riposa: Talleres (RdE) | Riposa: Talleres (RdE) | Riposa: Argentino (Q) | Riposa: Argentino (Q) | Riposa: Argentino (Q) | Riposa: Argentino (Q) | Riposa: Dock Sud | Riposa: Dock Sud | Riposa: Dock Sud | Riposa: Dock Sud |

| San Miguel         | 2 - 1              | Los Andes          | 9.9.2023           | Cañuelas            | 2 - 2               | Dock Sud            | 16.9.2023           | Talleres (RdE)           | 3 - 0                    | Ituzaingó                | 23.9.2023                |
| Villa San Carlos   | 1 - 3              | Argentino (Q)      | 9.9.2023           | Comunicaciones      | 0 - 2               | Talleres (RdE)      | 16.9.2023           | San Miguel               | 2 - 2                    | Colegiales               | 23.9.2023                |
| Acassuso           | 0 - 0              | Comunicaciones     | 9.9.2023           | Merlo               | 1 - 1               | Argentino (M)       | 16.9.2023           | Argentino (M)            | 0 - 0                    | Dep. Armenio             | 23.9.2023                |
| Dock Sud           | 2 - 0              | UAI Urquiza        | 9.9.2023           | Dep. Armenio        | 0 - 1               | Fénix               | 16.9.2023           | Acassuso                 | 1 - 1                    | Merlo                    | 23.9.2023                |
| Sacachispas        | 0 - 1              | Dep. Armenio       | 10.9.2023          | Los Andes           | 3 - 1               | Sacachispas         | 16.9.2023           | UAI Urquiza              | 2 - 1                    | Cañuelas                 | 23.9.2023                |
| Talleres (RdE)     | 1 - 0              | Cañuelas           | 10.9.2023          | Ituzaingó           | 0 - 2               | Acassuso            | 16.9.2023           | Sacachispas              | 0 - 3                    | Argentino (Q)            | 24.9.2023                |
| Fénix              | 2 - 0              | Merlo              | 11.9.2023          | Colegiales          | 1 - 1               | Villa San Carlos    | 17.9.2023           | Dock Sud                 | 1 - 1                    | Comunicaciones           | 25.9.2023                |
| Argentino (M)      | 0 - 0              | Ituzaingó          | 11.9.2023          | Argentino (Q)       | 0 - 1               | San Miguel          | 18.9.2023           | Fénix                    | 1 - 2                    | Los Andes                | 26.9.2023                |
| Riposa: Colegiales | Riposa: Colegiales | Riposa: Colegiales | Riposa: Colegiales | Riposa: UAI Urquiza | Riposa: UAI Urquiza | Riposa: UAI Urquiza | Riposa: UAI Urquiza | Riposa: Villa San Carlos | Riposa: Villa San Carlos | Riposa: Villa San Carlos | Riposa: Villa San Carlos |

| 16ª giornata     | 16ª giornata     | 16ª giornata     | 16ª giornata     |                    | 17ª giornata       | 17ª giornata       | 17ª giornata       | 17ª giornata |
| Squadra          | R                | Squadra          | Data             | Squadra            | R                  | Squadra            | Data               |              |
| ---------------- | ---------------- | ---------------- | ---------------- | ------------------ | ------------------ | ------------------ | ------------------ | ------------ |
| Dep. Armenio     | 2 - 0            | Acassuso         | 30.9.2023        | UAI Urquiza        | 2 - 2              | Ituzaingó          | 7.10.2023          |              |
| Colegiales       | 1 - 1            | Sacachispas      | 30.9.2023        | Fénix              | 1 - 1              | Colegiales         | 9.10.2023          |              |
| Villa San Carlos | 1 - 2            | San Miguel       | 30.9.2023        | Argentino (M)      | 1 - 0              | Argentino (Q)      | 9.10.2023          |              |
| Los Andes        | 2 - 0            | Argentino (M)    | 1.10.2023        | Acassuso           | 1 - 1              | Los Andes          | 9.10.2023          |              |
| Argentino (Q)    | 2 - 1            | Fénix            | 1.10.2023        | Talleres (RdE)     | 0 - 0              | Dep. Armenio       | 9.10.2023          |              |
| Ituzaingó        | 1 - 0            | Dock Sud         | 2.10.2023        | Dock Sud           | 1 - 2              | Merlo              | 9.10.2023          |              |
| Comunicaciones   | 0 - 0            | UAI Urquiza      | 2.10.2023        | Sacachispas        | 2 - 1              | Villa San Carlos   | 9.10.2023          |              |
| Merlo            | 0 - 0            | Talleres (RdE)   | 3.10.2023        | Cañuelas           | 0 - 1              | Comunicaciones     | 9.10.2023          |              |
| Riposa: Cañuelas | Riposa: Cañuelas | Riposa: Cañuelas | Riposa: Cañuelas | Riposa: San Miguel | Riposa: San Miguel | Riposa: San Miguel | Riposa: San Miguel |              |

## Tabla general
La tabla general classifica le 17 squadre partecipanti considerando i punti ottenuti in entrambi i tornei Apertura e Clausura. Il suo scopo è quello di determinare le squadre classificatesi al Torneo reducido (che si disputerà al termine del Torneo Clausura), la squadra retrocessa in Primera C e le 4 squadre classificate alla Copa Argentina 2024.
| Pos. | Squadra          | Pt | G  | V  | N  | P  | GF | GS | DR  |
| ---- | ---------------- | -- | -- | -- | -- | -- | -- | -- | --- |
| 1.   | San Miguel       | 60 | 32 | 17 | 9  | 6  | 44 | 24 | +20 |
| 2.   | Talleres (RdE)   | 58 | 32 | 16 | 10 | 6  | 31 | 17 | +14 |
| 3.   | Argentino (Q)    | 49 | 32 | 14 | 7  | 11 | 35 | 33 | +2  |
| 4.   | Los Andes        | 48 | 32 | 12 | 12 | 8  | 37 | 23 | +14 |
| 5.   | Comunicaciones   | 48 | 32 | 12 | 12 | 8  | 34 | 31 | +3  |
| 6.   | Dep. Armenio     | 46 | 32 | 11 | 13 | 8  | 35 | 26 | +9  |
| 7.   | Argentino (M)    | 44 | 32 | 11 | 11 | 10 | 30 | 24 | +6  |
| 8.   | Acassuso         | 44 | 32 | 9  | 17 | 6  | 26 | 24 | +2  |
| 9.   | Dock Sud         | 42 | 32 | 10 | 12 | 10 | 38 | 36 | +2  |
| 10.  | Fénix            | 39 | 32 | 11 | 6  | 15 | 27 | 30 | -3  |
| 11.  | Colegiales       | 38 | 32 | 9  | 11 | 12 | 30 | 37 | -7  |
| 12.  | Villa San Carlos | 37 | 32 | 8  | 13 | 11 | 38 | 42 | -4  |
| 13.  | UAI Urquiza      | 36 | 32 | 9  | 9  | 14 | 32 | 36 | -4  |
| 14.  | Sacachispas      | 36 | 32 | 8  | 12 | 12 | 22 | 28 | -6  |
| 15.  | Dep. Merlo       | 35 | 32 | 8  | 11 | 13 | 28 | 47 | -19 |
| 16.  | Cañuelas         | 32 | 32 | 6  | 14 | 12 | 24 | 35 | -11 |
| 17.  | Ituzaingó        | 29 | 32 | 6  | 11 | 15 | 16 | 34 | -18 |

Legenda
      Squadra vincitrice del Torneo Apertura.
      Squadre qualificate al Torneo reducido.
      Squadra retrocessa in Primera C.

Note
Fonte: AFA
3 punti per la vittoria, 1 punto per il pareggio.
A parità di punti valgono i seguenti criteri:
1a) Spareggio (solo per determinare la vincente del campionato o la squadra retrocessa);
1b) differenza reti; 2
2) gol fatti;
3) punti negli scontri diretti;
4) differenza reti negli scontri diretti;
5) gol fatti negli scontri diretti.

## Finale
La finale del campionato di Primera B Metropolitana si è disputata in una sfida di andata e ritorno tra il San Miguel, squadra vincitrice del Torneo Apertura, e il Talleres di Remedios de Escalada, squadra vincitrice del Torneo Clausura. Data la sua miglior posizione nella Tabla general, il San Miguel ha avuto il vantaggio di giocare in casa la gara di ritorno. Ad aggiudicarsi la finale è stato il Talleres di Remedios de Escalada, che in tal modo si è laureato campione del torneo di Primera B Metropolitana ed è la prima squadra ad ottenere la promozione in Primera B Nacional. La squadra uscita sconfitta, il San Miguel ha ottenuto comunque il diritto di competere per la seconda promozione accedendo direttamente alla semifinale del Torneo reducido.

### Risultati
| Córdoba 16 ottobre 2023, ore 17:45 UTC-3 Finale (andata) | Talleres (RdE) | 0 – 0 referto | San Miguel | Stadio Pablo Comelli\| Arbitro: \| Felipe Viola \| |
| Arbitro:                                                 | Felipe Viola   |               |            |                                                    |

| Arbitro: | Javier Delbarba |

|  |           |              |
|  | Marcatori | 81’ Villegas |

Con il risultato aggregato di 1-0, il Talleres ha vinto il campionato di Primera B Metropolitana e ha ottenuto in tal modo la promozione in Primera B Nacional. Il San Miguel, uscito sconfitto dalla finale, accede alle semifinali del torneo reducido per la seconda promozione.

## Torneo reducido

### Tabellone
|  | Prima fase (14-16 ottobre) | Prima fase (14-16 ottobre) | Prima fase (14-16 ottobre) | Prima fase (14-16 ottobre) | Prima fase (14-16 ottobre) |  |  | Semifinali | Semifinali    | Semifinali | Semifinali    | Semifinali |   |       | Finale | Finale         | Finale | Finale | Finale |  |
|  |                            |                            |                            |                            |                            |  |  |            |               |            |               |            |   |       |        |                |        |        |        |  |
|  |                            |                            |                            |                            |                            |  |  |            |               |            |               |            |   |       |        |                |        |        |        |  |
|  |                            |                            |                            |                            |                            |  |  | 1          | San Miguel    | 1          | 0             | 1          |   |       |        |                |        |        |        |  |
|  | 1                          | Argentino (Q) (r)          | 1                          | 1                          | 2 (4)                      |  |  | 4          | Dep. Armenio  | 0          | 0             | 0          |   |       |        |                |        |        |        |  |
|  | 6                          | Acassuso                   | 1                          | 1                          | 2 (3)                      |  |  |            |               |            |               |            |   |       | 1      | San Miguel (r) | 0      | 1      | 1 (4)  |  |
|  | 2                          | Los Andes                  | 2                          | 1                          | 3                          |  |  |            |               | 2          | Argentino (Q) | 0          | 1 | 1 (2) |        |                |        |        |        |  |
|  | 5                          | Argentino (M)              | 2                          | 0                          | 2                          |  |  | 2          | Argentino (Q) | 1          | 2             | 3          |   |       |        |                |        |        |        |  |
|  | 3                          | Comunicaciones             | 0                          | 0                          | 0                          |  |  | 3          | Los Andes     | 0          | 0             | 0          |   |       |        |                |        |        |        |  |
|  | 4                          | Dep. Armenio               | 0                          | 3                          | 3                          |  |  |            |               |            |               |            |   |       |        |                |        |        |        |  |

### Prima fase
Alla prima fase del Torneo reducido hanno preso parte le prime 6 squadre nella Tabla general, ad esclusione delle due squadre vincitrici del Torneo Apertura e del Torneo Clausura (che hanno disputato la finale). Gli accoppiamenti del tabellone sono stati determinati dalla classifica avulsa della Tabla general: la 1ª contro la 6ª, la 2ª contro la 5ª e la 3ª contro la 4ª. Le sfide si sono disputate con gare di andata e ritorno, con il vantaggio per la squadra con il miglior seeding di giocare in casa la partita di ritorno. In caso di pareggio dopo le due gare, il regolamento prevedeva la disputa dei calci di rigore. Le tre squadre vincitrici hanno ottenuto il diritto di accedere  alle semifinali del Torneo reducido.

#### Classifica avulsa
La classifica avulsa ha tenuto conto della posizione in classifica di ogni squadra partecipante al torneo reducido nella Tabla general, con lo scopo di determinare gli accoppiamenti del tabellone.
| S | Squadra        | Pos |
| - | -------------- | --- |
| 1 | Argentino (Q)  | 3°  |
| 2 | Los Andes      | 4°  |
| 3 | Comunicaciones | 5°  |
| 4 | Dep. Armenio   | 6°  |
| 5 | Argentino (M)  | 7°  |
| 6 | Acassuso       | 8°  |

#### Risultati
| Ingeniero Maschwitz 14 ottobre 2023, ore 15:05 UTC-3 Prima fase (andata) | Dep. Armenio      | 0 – 0 referto | Comunicaciones | Stadio Armenia\| Arbitro: \| Juan Cruz Robledo \| |
| Arbitro:                                                                 | Juan Cruz Robledo |               |                |                                                   |

| Arbitro: | Mauro Biasutto |

|  |           |                                              |
|  | Marcatori | 28’ (rig.) Montani 83’ Herrera 90+4’ Almanza |

Con il risultato aggregato di 3-0 sul Comunicaciones, il Deportivo Armenio si è qualificato alle semifinali del torneo reducido.
| Arbitro: | Gastón Iglesias |

|                      |           |                         |
| Pérez 8’ Viglino 21’ | Marcatori | 60’ Scisci 87’ Tomasini |

| Arbitro: | Marcos Recalde |

|              |           |  |
| Carrasco 42’ | Marcatori |  |

Con il risultato aggregato di 3-2 sull'Argentino de Merlo, il Los Andes si è qualificato alle semifinali del torneo reducido.
| Arbitro: | Mauro Biasutto |

|             |           |                |
| Da Rosa 56’ | Marcatori | 90+1’ Barbieri |

| Arbitro: | Gonzalo Pereira |

|                                       |                      |                                          |
| Da Rosa 42’                           | Marcatori            | 27’ Silgueiro                            |
| López Lando Villacorta Pezzani Méndez | Tiri di rigore 4 – 3 | Pipino Parodi Silguero Gutierrez Dordoni |

Con il risultato aggregato di 2-2 dopo la disputa dei tempi regolamentari, si è resa necessaria la disputa dei calci di rigore dai quali è uscito vincitore l'Argentino de Quilmes, che in tal modo si è qualificato alle semifinali del torneo reducido.

### Semifinali
Alle semifinali del Torneo reducido hanno preso parte le 3 squadre vincitrici della prima fase insieme al San Miguel, squadra sconfitta dalla finale del campionato contro il Talleres de Remedios. Anche in questo caso gli accoppiamenti del tabellone sono stati determinati dalla posizione nella Tabla general: la 1ª contro la 4ª, la 2ª contro la 3ª. Le sfide si sono disputate con gare di andata e ritorno, con il vantaggio per la squadra con il miglior seeding di giocare in casa la partita di ritorno. In caso di pareggio dopo le due gare, il regolamento prevedeva la disputa dei calci di rigore. Le due squadre vincitrici hanno ottenuto il diritto di accedere alla finale del Torneo reducido.

#### Classifica avulsa
La classifica avulsa ha tenuto conto della posizione in classifica di ogni squadra partecipante al torneo reducido nella Tabla general, con lo scopo di determinare gli accoppiamenti del tabellone.
| S | Squadra       | Pos |
| - | ------------- | --- |
| 1 | San Miguel    | 1°  |
| 2 | Argentino (Q) | 3°  |
| 3 | Los Andes     | 4°  |
| 4 | Dep. Armenio  | 6°  |

#### Risultati
| Arbitro: | Mariano Negrete |

|  |           |             |
|  | Marcatori | 78’ Ferrero |

| Los Polvorines 11 novembre 2023, ore 14:30 UTC-3 Semifinale (ritorno) | San Miguel    | 0 – 0 tot.: 0-1 referto | Dep. Armenio | Stadio Malvinas Argentinas\| Arbitro: \| Daniel Zamora \| |
| Arbitro:                                                              | Daniel Zamora |                         |              |                                                           |

Con il risultato aggregato di 1-0 a suo favore, il San Miguel si è qualificato alla finale del torneo reducido.
| Arbitro: | Juan Pablo Loustau |

|  |           |           |
|  | Marcatori | 40’ Lando |

| Arbitro: | Javier Delbarba |

|                             |           |  |
| Martínez 63’ Villacorta 66’ | Marcatori |  |

Con il risultato aggregato di 3-0 a proprio favore, l'Argentino de Quilmes si è qualificato alla finale del torneo reducido.

### Finale
Alla finale del Torneo reducido hanno preso parte le 2 squadre vincitrici delle due sfide di semifinale. La sfida si è disputata con gare di andata e ritorno, con il vantaggio per la squadra con il miglior seeding di giocare in casa la partita di ritorno (seeding determinato, anche in questo caso, dalla classifica avulsa). In caso di pareggio dopo le due gare, il regolamento prevedeva la disputa dei calci di rigore. La squadra vincitrice si è aggiudicata il torneo reducido, ottenendo in tal modo la possibilità di disputare lo spareggio contro il Douglas Haig, squadra sconfitta dalla finale del Torneo Federal A 2023, per determinare la terza squadra ad essere promossa in Primera B Nacional.

#### Classifica avulsa
La classifica avulsa ha tenuto conto della posizione in classifica delle due squadre partecipanti alla finale del torneo reducido nella Tabla general, con lo scopo di determinare la squadra con il vantaggio di giocare la gara di ritorno in casa.
| S | Squadra       | Pos |
| - | ------------- | --- |
| 1 | San Miguel    | 1°  |
| 2 | Argentino (Q) | 3°  |

#### Risultati
| Quilmes 20 novembre 2023, ore 17:00 UTC-3 Finale (andata) | Argentino (Q) | 0 – 0 referto | San Miguel | Stadio Argentino de Quilmes\| Arbitro: \| Felipe Viola \| |
| Arbitro:                                                  | Felipe Viola  |               |            |                                                           |

| Arbitro: | Ignacio Lupani |

|                                |                      |                                 |
| Díaz 42’                       | Marcatori            | 81’ Martínez                    |
| Rentería Melillo Chávez Muller | Tiri di rigore 4 – 2 | López Vivas Villacorta Martínez |

Permanendo il risultato aggregato sul risultato di parità per 1-1, sono stati necessari i calci di rigore dai quali è uscito vincitore il San Miguel, che in tal modo ha vinto il torneo reducido, ottenendo in tal modo il diritto di partecipare allo spareggio promozione con il Douglas Haig.

## Spareggio per la terza promozione
Lo spareggio per determinare la terza squadra ad essere promossa in Primera B Nacional verrà disputata tra la squadra vincitrice del Torneo reducido, il San Miguel, contro il Douglas Haig, squadra uscita sconfitta dalla finale del Torneo Federal A 2023. Lo spareggio si giocherà in gara unica e in campo neutro. Se il risultato di parità dovesse permanere al termine dei tempi regolamentari, verranno disputati i calci di rigore.
| Arbitro: | Juan Pafundi |

|  |                      |  |
|  | Tiri di rigore 6 – 5 |  |

Permanendo il risultato di parità sullo 0-0 al termine dei tempi regolamentari, sono stati necessari i calci di rigore dai quali è uscito vincitore il San Miguel, che in tal modo ha ottenuto la promozione in Primera B Nacional.

## Statistiche

### Classifica marcatori
| Gol |  |  | Giocatore         | Squadra        |
| --- |  |  | ----------------- | -------------- |
| 13  |  |  | Lautaro Villegas  | Talleres (RdE) |
| 13  |  |  | Sebastián Vivas   | Dock Sud       |
| 11  |  |  | Ivo Costantino    | Comunicaciones |
| 10  |  |  | Ezequiel Melillo  | San Miguel     |
| 10  |  |  | Federico Martínez | Colegiales     |